# Mopsitta tanta
Mopsitta tanta ist eine fossile Vogelart, die wahrscheinlich den Papageien zuzuordnen ist. Sie lebte vor ca. 54 Millionen Jahren auf dem Gebiet des heutigen Dänemark. Der Vogel steht den heutigen Eigentlichen Papageien (Psittacidae) näher als alle anderen bisher im Paläogen gefundenen Psittaciformes und ist vielleicht der älteste bekannte Papagei aus der Kronengruppe der Psittaciformes.
Mopsitta tanta hatte die Größe einer Krähe und ist das größte bisher gefundene Papageifossil. Es hat auch den am weitesten nördlich liegenden Fundort, die dänische Insel Mors. Zur Zeit des Eozän gab es in Nordeuropa ein wärmeres Klima. Da die bisher in der südlichen Hemisphäre gefundenen Papageifossilien ein maximales Alter von 15 Millionen Jahren haben, deutet der Fund darauf hin, dass sich die Papageien in der nördlichen Hemisphäre entwickelt haben. Der Fund besteht nur aus einem Flügelknochen.
Forscher vergaben der Art den Spitznamen Danish Blue in Anlehnung an den Sketch Der Papagei ist tot der Komödiantengruppe Monty Python.